# Oecanthus exclamationis
Oecanthus exclamationis är en insektsart som beskrevs av Davis, W.T. 1907. Oecanthus exclamationis ingår i släktet Oecanthus och familjen syrsor. Inga underarter finns listade i Catalogue of Life.